# Rovni (Krasnodar)
|  | Per a altres significats, vegeu «Rovni». |

Rovni - Ровный (rus) és un possiólok del krai de Krasnodar, a Rússia. És a 29 km al nord-est de Kusxóvskaia i a 190 km al nord de Krasnodar. Pertany a l'stanitsa de Kusxóvskaia.